# Ceina egregia
Ceina egregia är en kräftdjursart som först beskrevs av Charles Chilton 1883.  Ceina egregia ingår i släktet Ceina och familjen Ceinidae. Inga underarter finns listade i Catalogue of Life.